# Henry Waller
Henry Waller, född 1864, fl. 1902,, var en amerikansk kompositör.
Mycket lite fakta finns bevarat om honom, men man vet att han i unga år var en av Antonín Dvořáks elever.
De kompositioner som blivit bevarade till eftervärlden är främst operan The Ogallallas med libretto av Young E. Allison, samt tonsättningen av Allisons poem Derelict. Detta poem är mer känt som Fifteen Men on a Dead Man’s Chest, men har senare med annan melodi kallats Död mans kista på svenska. Allison hade 1891 skrivit och publicerat en längre komplett version av denna dikt, vars första rader var hämtade ur Robert Louis Stevensons Skattkammarön.
Tonsättningen ingick i en musicalversion av Skattkammarön 1901, men det är oklart om Waller skrev all musik till denna musical.
Andra nutida kända verk skrivna av Henry Waller är komplement till fler musikaler där huvuddelen av musiken skrivits av andra tonsättare från samma tid. De flesta av dessa lanserades efter Wallers död.
Enstaka tonsättningar till poem har också bevarats, bland annat en av William Wordsworths dikter, Lines Written In Early Spring, samt The Spirit Of Wine av William Ernest Henley.

## Verkförteckning

### Operakomposition, komplett
- The Ogallallas (libretto Young E. Allison) 1890

### Enstaka tonsättningar
- Derelict (Young E. Allison)
- Lines Written In Early Spring (William Wordsworth)
- The Spirit Of Wine (William Ernest Henley)
- Dooley's alibi (R. H. Burnside)[6]

### Musicaler med Henry Waller som medkompositör
- The Virginian	1904
- Mr Wix of Wickham 	1904
- Fad and Folly	1902
- The Hall of Fame	1902[7]